# Phrixa maya
Phrixa maya är en insektsart som beskrevs av Henri Saussure och Francois Jules Pictet de la Rive 1897. Phrixa maya ingår i släktet Phrixa och familjen vårtbitare. Inga underarter finns listade i Catalogue of Life.